# گیل کلی
گیل کلی (به انگلیسی: Gail Kelly) (زاده ۲۵ آوریل ۱۹۵۶) کارآفرین، بازرگان و مدیر ارشد اجرایی استرالیایی اهل آفریقای جنوبی است، که در حال حاضر به‌عنوان مدیر عامل اجرایی شرکت وستپک فعالیت می‌کند.